# Fox Maule-Ramsay, XI conte di Dalhousie
Fox Maule-Ramsay, XI conte di Dalhousie (Brechin, 22 aprile 1801 – Brechin, 6 luglio 1874), è stato un nobile e politico scozzese.

## Biografia
Era il figlio di William Ramsay, I barone di Panmure, e di sua moglie, Patricia Gordon. Venne battezzato Fox in onore di Charles James Fox.

## Carriera politica
Nel 1835 entrò nella Camera dei Comuni come membro per Perthshire. Durante il governo di Lord Melbourne (1835-1841), Maule è stato sottosegretario di Stato dell'Interno, e sotto Lord John Russell è stato Secretary at War (1846-1852). Nel mese di aprile 1852, successe al padre come barone Panmure. Nei primi mesi del 1855, è entrato a far parte del gabinetto di Lord Palmerston, ricoprendo la nuova carica di Segretario di Stato per la Guerra. Fu custode del Sigillo Privato della Scozia (1853-1874).
Nel dicembre del 1860 succedette al suo parente, il Marchese di Dalhousie, come undicesimo conte di Dalhousie. Poco tempo dopo cambiò il suo cognome in "Maule-Ramsay ".

## Matrimonio
Sposò, il 4 aprile 1831, Montague Abercromby (25 maggio 1807-11 novembre 1853), figlia di George Abercromby, II barone Abercromby e di Montague Dundas. La coppia non ebbe figli.

## Morte
Morì il 6 luglio 1874, all'età di 73 anni.